# Jardins d'ici et d'ailleurs
Jardins d'ici et d'ailleurs est une série télévisée documentaire, consacrée à l'art des jardins. Co-produite par Arte, également diffuseur, et Bo Travail!, elle est animée par Jean-Philippe Teyssier.

## Concept
Diffusée depuis le printemps 2016 sur Arte, en France, en Allemagne (sous le titre Magische Gärten) et en Italie (sous le titre Giardini fantastici e dove trovarli), la série-documentaire propose de partir à la découverte de jardins aux quatre coins de la planète. Qu'ils soient privés ou publics, les jardins sont racontés d'un point de vue botanique, historique et mettant à l'honneur l'art du paysage.
Chaque saison compte 20 documentaires de 26 minutes. Produite et co-écrite avec Sylvie Steinebach, la série est présentée par Jean-Philippe Teyssier, auteur et  paysagiste diplômé de l'École de Versailles.

## Liste des jardins diffusés

### Saison 1
| No | Jardin                                      | Pays              |
| -- | ------------------------------------------- | ----------------- |
| 1  | Alcazar                                     | Espagne           |
| 2  | Courances                                   | France            |
| 3  | Padoue                                      | Italie            |
| 4  | Gravetye                                    | Royaume-Uni       |
| 5  | Palais des Marquis de Fronteira             | Portugal          |
| 6  | Valsanzibio                                 | Italie            |
| 7  | La Roche Guyon                              | France            |
| 8  | Tête d'Or                                   | France            |
| 9  | Quinta da Regaleira                         | Portugal          |
| 10 | Inverewe                                    | Royaume-Uni       |
| 11 | Parc de Maria Luisa                         | Espagne           |
| 12 | Freÿr                                       | Belgique          |
| 13 | Edimbourg                                   | Royaume-Uni       |
| 14 | Ephrussi de Rothschild & Serre de la Madone | France            |
| 15 | Le Rayol                                    | France            |
| 16 | Villa d'Este                                | Italie            |
| 17 | Het Loo                                     | Pays-Bas          |
| 18 | Parc de la Vallée-aux-Loups                 | France            |
| 19 | Muskau                                      | Allemagne/Pologne |
| 20 | Bois des Moutiers                           | France            |

### Saison 2
| No | Jardin                    | Pays        |
| -- | ------------------------- | ----------- |
| 1  | Agdal                     | Maroc       |
| 2  | Jnan Sbil                 | Maroc       |
| 3  | Sacro Bosco               | Italie      |
| 4  | La Ninfa                  | Italie      |
| 5  | Mount Stewart             | Royaume-Uni |
| 6  | Powerscourt               | Irlande     |
| 7  | Levens Hall (en)          | Royaume-Uni |
| 8  | Blenheim Palace           | Royaume-Uni |
| 9  | Bagh-e Fin                | Iran        |
| 10 | Chehel Sotoun             | Iran        |
| 11 | Jardin Botanique de Bogor | Indonésie   |
| 12 | Taman Ujung               | Indonésie   |
| 13 | Peterhof                  | Russie      |
| 14 | Dumbarton Oaks            | États-Unis  |
| 15 | Longwood Gardens (en)     | États-Unis  |
| 16 | Quinta Do Palheiro        | Portugal    |
| 17 | Casa De Mateus            | Portugal    |
| 18 | Daitoku-ji & Tofuku-ji    | Japon       |
| 19 | Murin-an & Nanzen-ji      | Japon       |
| 20 | Kenroku-en                | Japon       |

### Saison 3
| No | Jardin                   | Pays           |
| -- | ------------------------ | -------------- |
| 1  | Kerdalo                  | France         |
| 2  | Marqueyssac              | France         |
| 3  | Jardin Alpin du Lautaret | France         |
| 4  | Hermannshof (de)         | Allemagne      |
| 5  | Tresco Abbey             | Royaume-Uni    |
| 6  | Abbaye de Saint-André    | France         |
| 7  | Les Hortillonnages       | France         |
| 8  | Jardins de Linné         | Suède          |
| 9  | Sezincote                | Royaume-Uni    |
| 10 | Babylonstoren            | Afrique du Sud |
| 11 | La Garenne Lemot         | France         |
| 12 | Arboretum de Trsteno     | Croatie        |
| 13 | Englisher Garten         | Allemagne      |
| 14 | Jardin Georges Delaselle | France         |
| 15 | La Mortella (it)         | Italie         |
| 16 | Little Sparta (en)       | Royaume-Uni    |
| 17 | Villa Gamberaia          | Italie         |
| 18 | Jardin Botanique Hanbury | Italie         |
| 19 | Rosendal                 | Suède          |
| 20 | Kirstenbosch             | Afrique du Sud |

### Saison 4
| No | Jardin                     | Pays       |
| -- | -------------------------- | ---------- |
| 1  | Ruth Bancroft              | Californie |
| 2  | Lotusland                  | Californie |
| 3  | Le Maître des Filets       | Chine      |
| 4  | Attardez-vous (en)         | Chine      |
| 5  | Les jardins de Venise      | Italie     |
| 6  | Parc de Bagatelle          | France     |
| 7  | Le Jardin Botanique de Rio | Brésil     |
| 8  | Site Roberto Burle Marx    | Brésil     |
| 9  | Le Jardin du Luxembourg    | France     |
| 10 | Parc Wilhelmshöhe          | Allemagne  |